# Jonas Rapp
Jonas Rapp (Rockenhausen, Renània-Palatinat, 16 de juliol de 1994) és un ciclista alemany professional des del 2014 i actualment a l'equip Hrinkow Advarics Cycleang.

## Palmarès
- 2019
  - 1r al Tour de Szeklerland
- 2021
  - 1r al Giro del Friül-Venècia Júlia i vencedor d'una etapa
- 2022
  - 1r al Małopolski Wyścig Górski i vencedor d'una etapa